# Saad Al-Abdullah Al-Salim Al-Sabah
El xeic Saad Al-Abdullah Al-Salim Al-Sabah KCMG (àrab: سعد العبد الله السالم الصباح, Saʿd al-ʿAbd Allāh as-Sālim aṣ-Ṣabāh) (Al-Kuwait, 1930 – Al-Kuwait, 13 de maig de 2008) fou un aristòcrata kuwaitià que governà com a emir de Kuwait durant deu dies, des del 15 fins al 24 de gener de 2006, succeint el xeic Jaber.

## Família
Nascut l'any 1930, pertanyia a la branca Al-Salim de la família Al-Sabah i fou el germà més gran de l'emir Abdullah Al-Salim Al-Sabah, que regnà Kuwait des de 1950 fins a 1965.
Casat amb Sheikha Latifa Fahad Al-Sabah, va tenir cinc filles i un fill. Per ordre d'edat els seus fills foren: Maryam, Hissah, Jamayel, Sheikha, Fadya i el seu fill Fahad.
Desgraciadament, va perdre les seves filles Maryam i Sheikha. Maryam morí en un accident de trànsit quan anava en cotxe pels voltants del Palau Bayan. Sheika morí de càncer després de molts anys de lluita contra la malaltia. Cap de les dues estaven casades ni promeses.
Hissah està divorciada amb un fill, Ahmed Al Yousef. Jamayel es va tornar a casar, resideix a Itàlia, i té una filla del seu primer matrimoni, Lulua Chammaa.
Fadya està casada amb el xeic Salman Al-Sabah, antic comandant de la Policia Antiterrorista, i té quatre fills: Fatma, Nabeela, Sabah i Maryam.
Fahad, el seu fill, està casat amb Manal Al-Wazzan i té cinc fills i una filla: Abdullah, Khalid, Jaber, Saad, Mohammed i Khadeejah.

## Emir de Kuwait
Especulacions sobre el seu estat de salut (càncer i problemes de còlon) van fer pensar en el seu rebuig a encapçalar l'emirat. Una declaració de 2005 va fer rebutjar aquesta tesi, comportant l'assumpció a la prefectura de l'estat el dia de la mort del xeic Jaber. Tot i així, Saad assistí en cadira de rodes al funeral de Jaber, posant de manifest els greus problemes de salut que patia així com qüestionant la seva capacitat de regnar. Alguns membres del Parlament kuwaitià van expressar la seva preocupació sobre la dificultat del nou monarca de discernir entre el càrrec de cap d'estat i el de cap de Govern a partir de la seva pressa de poder.
El 23 de gener de 2006, menys de deu dies després d'assumir l'emirat, Saad estigué d'acord a abdicar després d'una llarga discussió amb la família governant. Tot i que encara no s'havia escollit el nou emir, totes les mirades apuntaven cap al segon cosí de Saad i germanastre de l'anterior xeic Jaber, Sabah Al-Ahmad Al-Jaber Al-Sabah.
El 24 de gener de 2006, el Parlament kuwaitià votà la seva expulsió del càrrec d'emir, moments després de la rebuda d'una carta oficial d'abdicació del mateix Saad. El Gabinet kuwaitià escollí Sabah Al-Ahmad Al-Jaber Al-Sabah com a nou emir del país, tal com s'esperava.

## Mort
Saad morí el 13 de maig de 2008 al Palau Shaab d'Al-Kuwait, a l'edat de 78 anys, a causa d'un atac de cor patit mentre caminava pel jardí.